# ボスコ・キエザヌオーヴァ
ボスコ・キエザヌオーヴァ（伊: Bosco Chiesanuova）は、イタリア共和国ヴェネト州ヴェローナ県にある、人口約3,500人の基礎自治体（コムーネ）。

## 地理

### 位置・広がり

#### 隣接コムーネ
隣接するコムーネは以下の通り。括弧内のTNはトレント自治県（トレンティーノ＝アルト・アディジェ州）所属を示す。
- アーラ (TN)
- チェッロ・ヴェロネーゼ
- エルベッツォ
- グレッツァーナ
- ロヴェレー・ヴェロネーゼ
- セルヴァ・ディ・プローニョ

### 気候分類・地震分類
気候分類では、zona F, 4089 GGに分類される。
また、イタリアの地震リスク階級 (it) では、zona 2 (sismicità media) に分類される。

## 行政

### 分離集落
ボスコ・キエザヌオーヴァには、以下の分離集落（フラツィオーネ）がある。
- Corbiolo, Lughezzano-Arzerè, Valdiporro